# La Flèche d'or (roman)
La Flèche d'or (The Arrow of Gold) est un roman de Joseph Conrad paru en feuilleton de décembre 1918 à juin 1920 dans Lloyd's Magazine et publié en volume à Londres chez T. Fisher Unwin en août 1919, à New York chez Doubleday, Page and Company en avril 1919.

## Résumé
Le narrateur de cette histoire est un jeune étranger en séjour à Marseille, qui se trouve enrôlé dans une contrebande d'armes au service de la cause carliste. Il tombe amoureux de Rita de Lastaola, gardienne de chèvres, devenue la maîtresse de Henri Allègre, riche artiste parisien, puis la compagne de don Carlos, prétendant au trône d'Espagne. Après une liaison avec elle, il est blessé dans un duel avec un rival américain.

## Éditions en anglais
- Joseph Conrad, The Arrow of Gold, Londres : T. Fisher Unwin
- Joseph Conrad, The Arrow of Gold, New York : Doubleday, Page and Company

## Traduction en français
- La Flèche d'or traduction de G. Jean-Aubry, Revue des deux Mondes, 1926
- La Flèche d'or traduction de G. Jean-Aubry, Éditions Gallimard, 1929
- La Flèche d'or (trad. G. Jean-Aubry révisée par Sylvère Monod ), dans Conrad (dir. Sylvère Monod), Œuvres, t. V, Paris : Gallimard, coll. « Bibliothèque de la Pléiade », 1992
- La Flèche d'or et autres textes présenté et annoté par Georges Reynaud, traduction de G. Jean-Aubry, éditions Gaussen, 2021